# Одуамади, Ннамди
Ннамди́ Одуамади́ (англ. Nnamdi Oduamadi; 17 октября 1990, Лагос) — нигерийский футболист, нападающий клуба «Тирана». Выступал за сборную Нигерии.

## Клубная карьера
Присоединился к «Милану» перед началом сезона 2008/09, но не выступал до января 2009. Провёл два сезона в молодёжной системе клуба и в составе резервной команды выиграл кубок Италии среди резервных команд.
Перед началом сезона 2010/11 «Милан» отдал половину прав на футболиста «Дженоа» как часть сделки по приобретению Сократиса Папастатопулоса. Нигериец, однако, остался в «Милане», так как права на использование игрока остались у россонери. Дебютировал за «Милан» 18 сентября 2010 года в матче против «Катании».

## Достижения
- Рекордсмен сборной Нигерии по количеству голов на Кубках конфедераций: 3 гола

## Статистика
На 20 декабря 2012 года
| Команда          | Сезон            | Чемпионат | Чемпионат | Кубок | Кубок | Еврокубки | Еврокубки | Другие турниры | Другие турниры | Всего | Всего |
| Команда          | Сезон            | Матчи     | Голы      | Матчи | Голы  | Матчи     | Голы      | Матчи          | Голы           | Матчи | Голы  |
| ---------------- | ---------------- | --------- | --------- | ----- | ----- | --------- | --------- | -------------- | -------------- | ----- | ----- |
| Милан            | 2010/11          | 1         | 0         | 0     | 0     | 0         | 0         | -              | -              | 1     | 0     |
| Торино           | 2011/12          | 11        | 3         | 0     | 0     | 0         | 0         | -              | -              | 11    | 3     |
| Варезе           | 2012/13          | 0         | 0         | 0     | 0     | 0         | 0         | -              | -              | 0     | 0     |
| Всего за карьеру | Всего за карьеру | 12        | 3         | 0     | 0     | 0         | 0         | 0              | 0              | 12    | 3     |